# Le Faou
Le Faou är en kommun i departementet Finistère i regionen Bretagne i västra Frankrike. Kommunen ligger i kantonen Le Faou som tillhör arrondissementet Châteaulin. År 2022 hade Le Faou 1 882 invånare.

## Befolkningsutveckling
Antalet invånare i kommunen Le Faou
Referens:INSEE